# Solter ardens
Solter ardens is een insect uit de familie van de mierenleeuwen (Myrmeleontidae), die tot de orde netvleugeligen (Neuroptera) behoort. 
Solter ardens is voor het eerst wetenschappelijk beschreven door Navás in 1914.